# Aeroporto di Pico
L’aeroporto di Pico si trova sull’isola di Pico, nell'arcipelago delle Azzorre, a 8 km dalla città di Madalena.

## Storie
I primi studi per costruire una pista di volo sulla remota isola di Pico furono completati dopo la seconda guerra mondiale quando, invece, la decisione finale del 1946 vide la costruzione di un aeroporto sull'isola di Faial. Fu solo il 5 maggio 1976, quando la costruzione di una pista e un edificio per il terminal ebbe inizio nell'isola di Pico, per iniziativa delle forze armate portoghesi, ma completata sotto l'amministrazione regionale della Azzorre.
La pista fu inaugurata il 25 aprile 1982: a quella data essa era lunga solo 1200 metri, con capacità limitate per i grossi aerei. Questa infrastruttura fu costruita in una zona morfologica che permetteva solo una costruzione in direzione da est a ovest, rendendola sensibile ai venti da sud.
Nel 1990, con l'arrivo dei nuovi velivoli ATP della SATA Air Açores, si decise di allungare la pista, per migliorare l'operatività di questo tipo di velivoli. Con il completamento di questo allungamento la pista raggiunse la lunghezza di 1520 metri con una larghezza di 30. Una dozzina di anni dopo la pista fu ancora allungata per consentire l'operatività dei futuri turbojet di medie dimensioni: alla sua inaugurazione la pista era stata estesa a 1745 metri di lunghezza, era stato terminato un nuovo fabbricato per il terminal con un'area di parcheggio per i velivoli, una nuova torre di controllo, una postazione di pronto soccorso e un centro antincendio, oltre a nuovi magazzini per i cargo.
Ad aprile 2005 Pico ricevette il suo primo volo diretto da Lisbona. L'aeroporto ebbe collegamenti regolari con Lisbona tramite la TAP Portugal, fino al 2015, e con le altre isole delle Azzorre dal 2015 a oggi: nel 2008 la SATA Air Açores movimentò 58000 passeggeri dall'aeroporto.

## Geografia
L'aeroporto di Pico si trova a 8 km dal centro urbano di Madalena, a un'altezza di 34 metri s.l.m.
Gestito dalla SATA Gestão de Aeródromos, ha una pista operativa lunga 1754 metri e larga 45, con orientamento 09/27. La pista è illuminata e può gestire operazioni di volo serali (sebbene rare), usando regole di volo VFR o IFR, mentre gli strumenti di approccio si basano su localizzatori  PI. L'installazione di un sistema di atterraggio strumentale ILS fu installato verso il 2010.

## Avioline e destinazioni
- Azores Airlines, Lisbona
- SATA Air Açores, Ponta Delgada, Terceira